# ورهنری
ورهنری (به انگلیسی: Varahaneri) یک منطقهٔ مسکونی در هند است که در تامیل نادو واقع شده‌است.